# 3 de 6 amb l'agulla
El 3 de 6 amb l'agulla, també anomenat tres de sis amb el pilar al mig, és un castell de 6 pisos d'alçada i 3 castellers per pis, que en descarregar-se deixa al descobert un pilar de 4. L'estructura d'aquest castell és més oberta que la d'un 3 de 6 per tal que el pilar tingui espai al seu interior. Una vegada l'enxaneta fa l'aleta al 3 i comença a baixar del castell, l'acotxador entra al pilar com a enxaneta. Com la resta de castells amb el pilar, només es considera carregat quan el pilar complet resta sobre la pinya, és a dir, quan els segons de l'estructura del 3 ja s'han deixat anar de braços i comencen a baixar.

## Història
Aquest castell, llavors atípic, va ser fet l'any 1982 pels Nens del Vendrell. L'any 1996 els Castellers de Vilafranca van fer el 3 de 7 amb l'agulla als Països Baixos, agafant la idea dels Falcons, i algunes colles els van imitar.
L'estructura amb el pilar al mig és característica dels castells de 4, i s'ha popularitzat en estructures del 3 d'ençà el primer 3 de 8 amb l'agulla descarregat pels Castellers de Vilafranca l'any 2006, i el posterior pas al 3 de 9 amb folre i l'agulla, carregat per primer cop pels Minyons de Terrassa i descarregat per primera vegada pels Castellers de Vilafranca.

## Variants

### 5 de 6 amb l'agulla
El 5 de 6 amb el pilar és un castell de 6 pisos d'alçada d'estructura composta format per una estructura de tres amb el pilar i una de cinc. El tronc té 5 persones per pis a l'estructura del cinc i un pilar de 4 al mig de l'estructura del tres i, en descarregar-se deixa al descobert el pilar.